# Ю
Ю (يُقرأ «يو») هو حرف من الأبجدية الكيريلية، ويُستخدم في أبجديات اللغات السلافية الشرقية واللغة البلغارية.

## نطق
يظهر بعد حرف مخفف بالصوت وُ.

## تاريخ
أنشئ هذا الحرف من الهيئة I-O، في بداية تكوين السلافية القديمة المخطوطات وضحت هذا الحرف مدموجا بصورة عكسية O-I (سلافية:Ꙕ, ꙕ). ومن المحتمل انحدار الحرف من الحرفين اليونانيين أوميكرون-يوتا (οι).